# پیتی گریلی

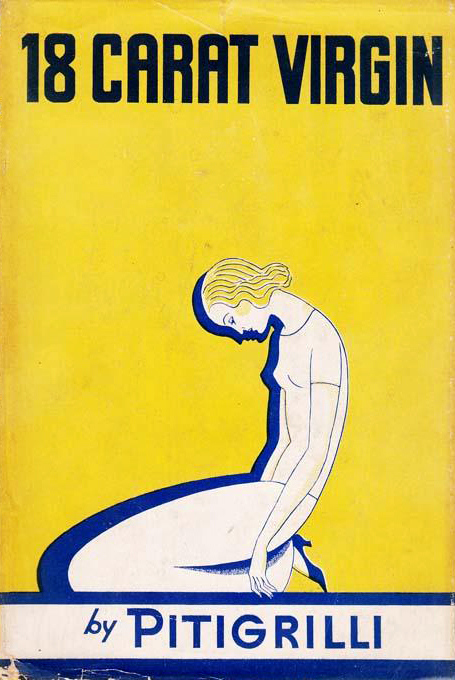
جلد نسخه انگلیسی ۱۸ قیراط ویرجین اثر پیتیگریلی در سال ۱۹۳۳. اولین بار در سال ۱۹۲۴ در ایتالیا منتشر شد.

پیتی گریلی (به ایتالیایی: Pitigrilli) نام مستعار دینو سگره (به ایتالیایی: Dino Segre) (زادهٔ ۹ مه ۱۸۹۳ در تورین – درگذشتهٔ ۸ مه ۱۹۷۵ در تورین) رمان‌نویس و روزنامه‌نگار ایتالیایی است.

## اوان زندگی
دینو سگره در تورین زاده شد. پدرش یهودی و مادرش کاتولیک بود و او به عنوان یک کاتولیک بزرگ شد. در سال ۱۹۱۶ از دانشکدهٔ حقوق دانشگاه تورین فارغ‌التحصیل شد.
او رابطهٔ کوتاه‌مدتی با آملیا گوگلیلمینتی شاعر داشت. در همین دوران بود که او فعالیت خود را به عنوان روزنامه‌نگار و رمان‌نویس آغاز نمود.
در سال ۱۹۲۴ او مجلهٔ ادبی گراندی فیرمه را بنیاد گذاشت که جوانان اهل قلم زیادی را به عنوان خواننده به خود جذب کرد. این مجله تا سال ۱۹۳۸ به کار خود ادامه داد، یعنی تا زمانی که حکومت فاشیستی با اعلان مانیفست نژاد فعالیت آن را قدغن نمود.
پیتی گریلی قصارگوی مشهوری بود. از میان کلمات قصارش مشهورترینشان این است که «بخش‌ها: یک منبع خوشبختی برای نویسندگانی که نمی‌دانند چه‌طور تمام کتاب را به هم مربوط کنند.» و «گرامر: ساختاری پیچیده که زبان را می‌آموزاند ولی مانع حرف‌زدن می‌شود.»

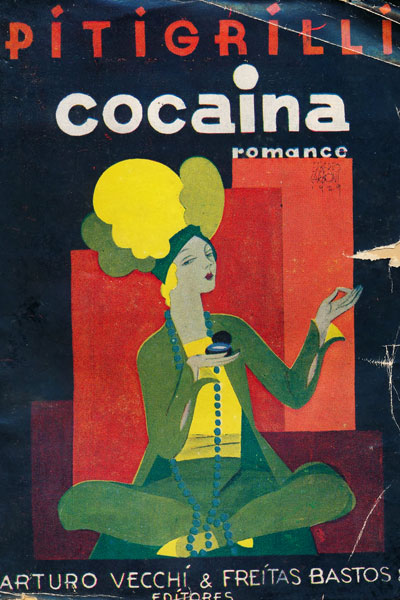
كوكائين, 1299, پیتی گریلی. کتاب برزیل, بدون تاریخ.

## سفر و مرگ
سگره از سال ۱۹۳۰ او شروع کرد به سفر دور اروپا و در حالی بیشتر در پاریس می‌ماند، دوران‌های کوتاهی نیز در ایتالیا حضور داشت. تجربیات حضور وی در پاریس بود که منجر شد به نوشتن مشهورترین رمانش به نام «کوکائین» (به ایتالیایی: Cocaïne) (۱۹۲۱). او در سال ۱۹۴۰ به دلیل اخطر انتقال به اردوگاه‌های کار اجباری آلمان نازی به دلیل یهودی‌بودنش به ایتالیا بازگشت، اما بعد، در سال ۱۹۴۳ همراه خانواده‌اش به سوییس فرار کرد، و تا سال ۱۹۴۷ همان‌جا زندگی کرد.
در سال ۱۹۴۸ به آرژانتین رفت که اکنون تحت حکومت خوآن پرون اداره می‌شد و برای مدت ده سال همان‌جا ماند. پس از آن او به پاریس بازگشت ولی گه‌گاه به خانه‌اش در تورین نیز سرمی‌زد. در یکی از همین ملاقات‌هایش از تورین بود که درگذشت.

## همکاری با رژیم فاشیستی
بر اساس اسناد و گزارش‌هایی که اعضای جنبش ضدفاشیستی مخفی «عدالت و آزادی» (به ایتالیایی: Giustizia e Liberta) در شهر تورین به دست آورده‌اند، پیتی‌گریلی به عنوان خبرچین پلیس مخفی حکومت فاشیستی در OVRA عمل می‌کرد.
از وقتی که رژیم فاشیستی ایتالیا آزادانه «قانون نژادی» ضدسامی را منتشر ساخت و از آن‌جا که پیتی‌گریلی یهودی بود، او به صورت باورپذیری در میان فعالان ضدفاشیست بود. بر اساس بیانیه‌ای از یک کمیتهٔ حکومتی ایتالیای پس از جنگ «... تردید گذشته (در مورد این‌که پیتی‌گریلی خبرچین شمارهٔ ۳۷۳ OVRA است) پس از شهادت‌های صریح و قطعی نمی‌تواند باقی بماند... در مورد برخوردها و گفتگوهای محرمانه‌ای که منحصراً با پیتی‌گریلی صورت گرفت». بعدها کشف شد که این عناصر گفتگوها توسط پلیس مخفی فاشیستی برای دستگیری و پیگرد قانونی دوستان ضدفاشیست پیتی‌گریلی به کار گرفته شده بود.

## آثار
- کوکائین (به ایتالیایی: Cocaina)، سونزونو، میلان، ۱۹۲۱.
- دولیکوسفالای موبور (به ایتالیایی: Dolicocefala bionda)، سونزونو، میلان، ۱۹۳۶.
- عشق. فروپاشی تناقض (به ایتالیایی: Le amanti. La decadenza del paradosso)، تورین، ویرایش: اسوسیاتی-تیپ. سالوسولیا، ۱۹۳۸.
- استخر سیلوئه (به ایتالیایی: La *piscina di Siloe)، میلان، ۱۹۴۸.
- همسر پوتیفار (به ایتالیایی: La moglie di Putifarre)، میلان، ۱۹۵۳.

### آثار ترجمه‌شده به فارسی
- کوکائین، رضا سیدحسینی، تهران: انتشارات نیل، ۱۳۵۲[۳]

## پی‌نوشت
1. ↑  «Pitigrilli's biography (in Italian)». بایگانی‌شده از اصلی در ۱ سپتامبر ۲۰۰۹. دریافت‌شده در ۱۲ مه ۲۰۱۲.
2. ↑  Alexander Stille. Benevolence and Betrayal, p. 356. Picador, 1991.
3. ↑  سگره، کوکائین.